# George Coleman
Pour les articles homonymes, voir Coleman.
George Coleman (né le 8 mars 1935 à Memphis, Tennessee) est un saxophoniste américain de jazz, connu principalement pour ses travaux avec Miles Davis et Herbie Hancock dans les années 1960.

## Biographie
George Coleman apprend le saxophone alto durant son adolescence, inspiré par Charlie Parker. Après avoir travaillé avec Ray Charles, il est engagé par B. B. King en 1955 et bascule sur le saxophone tenor.
En 1956, il part à Chicago et travaille avec Gene Ammons et Johnny Griffin avant de rejoindre le groupe de Max Roach en 1958. Il part avec ce dernier à New York et joue avec Slide Hampton avant de rejoindre le groupe de Miles Davis. Il joue notamment sur les albums My Funny Valentine et Four and More enregistrés tous les deux en live au Lincoln center en 1964. Il est peu après remplacé par Wayne Shorter.
L'année suivante, il joue sur Maiden Voyage de Herbie Hancock considéré comme un des meilleurs albums du pianiste.
Coleman a également joué durant sa carrière avec Chet Baker, Charles Mingus, Shirley Scott, Clark Terry, Horace Silver, Lee Morgan, Elvin Jones, Ahmad Jamal.
Au début des années 1970, il monte son propre groupe.

## Discographie

### Comme leader/co-leader
| Année | Titre                                              | Label                              | Notes |
| ----- | -------------------------------------------------- | ---------------------------------- | --- |
| 1974  | On Green Dolphin Street                            | Solid Records                      | Quartet, avec Rob Agerbeek Trio [released 2020] |
| 1977  | Meditation                                         | Timeless                           | Duo, avec Tete Montoliu (piano) |
| 1977  | Revival                                            | Catalyst; Affinity                 | Octet; released as Big George in Europe |
| 1978  | Amsterdam After Dark                               | Timeless                           | Quartet, avec Hilton Ruiz (piano), Sam Jones (basse), Billy Higgins (batterie) |
| 1979  | Playing Changes                                    | Jazz House                         | In concert at Ronnie Scott's: Quartet, avec Hilton Ruiz (piano), Ray Drummond (bass), Billy Higgins (batterie) |
| 1985  | Manhattan Panorama                                 | Theresa; Evidence                  | Quartet, avec Harold Mabern (piano), Jamil Nasser (bass), Idris Muhammad (batterie); in concert at the Village Vanguard |
| 1989  | At Yoshi's                                         | Theresa; Evidence                  | Quartet, avec Harold Mabern (piano), Ray Drummond (bass), Alvin Queen (batterie); in concert |
| 1990  | Convergence                                        | Triloka                            | Duo, avec Richie Beirach (piano) |
| 1991  | My Horns of Plenty                                 | Birdology/Verve; Birdology/Dreyfus | Quartet, avec Harold Mabern (piano), Ray Drummond (bass), Billy Higgins (batterie) |
| 1995  | Blues Inside Out                                   | Jazz House                         | In concert at Ronnie Scott's |
| 1996  | Danger High Voltage                                | Two & Four                         | Octet, Harold Mabern (piano), Ray Drummond (bass), Jim Rotondi (trompette) Ned Otter (sax ténor), Gary Smulyan (sax bariton), Adam Brenner (sax alto), George Coleman Jr. (batterie), avec Daniel Sadownick (percussion) added on several tracks |
| 1998  | I Could Write a Book: The Music of Richard Rodgers | Telarc                             | Quartet, avec Harold Mabern (piano), Jamil Nasser (bass), Billy Higgins (batterie) |
| 2002  | Four Generations of Miles: A Live Tribute To Miles | Chesky                             | Quartet, avec Mike Stern (guitare), Ron Carter (bass), Jimmy Cobb (batterie); in concert |
| 2016  | A Master Speaks                                    | Smoke Sessions                     | Most tracks quartet, avec Mike LeDonne (piano), Bob Cranshaw (bass), George Coleman Jr. (batterie); one track quintet, with Peter Bernstein (guitar) added                                                                                       |
| 2018  | Groovin' With Big G                                | SteepleChase                       | Quartet, Brian Charette (B3 Hammond Organ), Vic Juris (guitar), George Coleman Jr. (batterie) |
| 2019  | The Quartet                                        | Smoke Sessions                     | Quartet, Harold Mabern (piano), John Webber (bass), Joe Farnsworth (batterie) |
| 2020  | The George Coleman Quintet in Baltimore            | Reel To Real                       | Quintet, Danny Moore (trompette), Albert Dailey (piano), Larry Ridley (bass), Harold White (batterie); in concert May 23, 1971 |
| 2023  | George Coleman Live at Smalls Jazz Club            | Cellar Music Group                 | Quartet, Spike Wilner (piano), Peter Washington (bass), Joe Farnsworth (batterie) |

### Comme sideman
Avec Chet Baker
- Smokin' with the Chet Baker Quintet (Prestige, 1965)
- Groovin' with the Chet Baker Quintet (Prestige, 1965)
- Comin' On with the Chet Baker Quintet (Prestige, 1965)
- Cool Burnin' with the Chet Baker Quintet (Prestige, 1965)
- Boppin' with the Chet Baker Quintet (Prestige, 1965)

Avec Roy Brooks
- The Free Slave [live] (Muse, 1970 [rel. 1972])

Avec Paul (PB) Brown
- Paul Brown Quartet Meets The Three Tenors (Brownstone, 1998)

Avec Brian Charette
- Groovin' with Big G (Steeplechase, 2018) – avec Vic Juris, George Coleman Jr.

Avec Miles Davis
- Seven Steps to Heaven (Columbia, 1963)
- Miles Davis in Europe [live] (Columbia, 1963)
- Live at the 1963 Monterey Jazz Festival (Monterey Jazz Festival/Concord, 2007)
- My Funny Valentine [live] (Columbia, 1964)
- Four & More [live] (Columbia, 1964 [rel. 1966])

Avec Joey DeFrancesco
- Organic Vibes (Concord, 2005)

Avec Charles Earland
- Soul Crib (Choice, 1969)
- Smokin' (Muse, 1969/1977 [rel. 1977])
- Mama Roots (Muse, 1969/1977 [rel. 1977])

Avec Red Garland
- So Long Blues (Galaxy, 1979 [rel. 1981])
- Strike Up the Band (Galaxy, 1979 [rel. 1981])

Avec Slide Hampton
- Slide Hampton and His Horn of Plenty (Strand, 1959)
- Sister Salvation (Atlantic, 1960)
- Somethin' Sanctified (Atlantic, 1961)
- Jazz with a Twist (Atlantic, 1962)
- Drum Suite (Epic, 1962)
- Exodus (Philips, 1962 [rel. 1964])

Avec Herbie Hancock
- Maiden Voyage (Blue Note, 1965)

Avec Johnny Hartman
- Today (Perception, 1972)

Avec Ahmad Jamal
- The Essence Part One (Birdology/Verve, 1995)
- Ahmad Jamal à l'Olympia [live] (Dreyfus, 2000)

Avec Elvin Jones
- Live at the Village Vanguard (Enja, 1968)
- Poly-Currents (Blue Note, 1969)
- Coalition (Blue Note, 1970)
- Time Capsule (Vanguard, 1977)

Avec Booker Little
- Booker Little 4 and Max Roach (United Artists 1958)
- Booker Little and Friend (Bethlehem, 1961)

Avec Harold Mabern
- A Few Miles from Memphis (Prestige, 1968)
- Rakin' and Scrapin' (Prestige, 1968)
- Workin' & Wailin' (Prestige, 1969)

Avec Jack McDuff
- A Change Is Gonna Come (Atlantic, 1966)

Avec Charles Mingus
- Three or Four Shades of Blues (Atlantic, 1977)

Avec Lee Morgan
- City Lights (Blue Note, 1957)
- Sonic Boom (Blue Note, 1966)

Avec Idris Muhammad
- Kabsha (Theresa, 1980)

Avec Don Patterson
- Oh Happy Day (Prestige, 1969) – reissued on CD as Dem New York Dues
- Tune Up! (Prestige, 1969)

Avec John Patton
- Memphis to New York Spirit (Blue Note, 1969)

Avec Nicholas Payton
- Smoke Sessions (Smoke Sessions Records, 2021)

Avec  Duke Pearson
- Honeybuns (Atlantic, 1965)
- Prairie Dog (Atlantic, 1966)

Avec Max Roach
- The Max Roach 4 Plays Charlie Parker (EmArcy, 1958)
- Max Roach + 4 on the Chicago Scene (Emarcy, 1958)
- Max Roach + 4 at Newport (Emarcy, 1958)
- Deeds, Not Words (Riverside, 1958)
- Award-Winning Drummer (Time, 1958)
- The Many Sides of Max (Mercury, 1959)

Avec Shirley Scott
- Lean on Me (Cadet, 1972)
- Queen Talk: Live at the Left Bank (Wienerworld/Cellar Live, 1972 [rel. 2023)

Avec Jimmy Smith
- House Party (Blue Note, 1957–58)
- The Sermon! (Blue Note, 1958)

Avec Louis Smith
- Just Friends (Steeplechase, 1982)

Avec Melvin Sparks
- Akilah! (Prestige, 1972)

Avec Charles Tolliver
- Impact (Strata-East, 1975)

Avec Roseanna Vitro
- Reaching for the Moon (Chase Music Group, 1991)
- Softly (Concord, 1993)

Avec Mal Waldron
- Sweet Love, Bitter (Impulse!, 1967)

Avec Cedar Walton
- Eastern Rebellion (Timeless, 1975) – avec Sam Jones, Billy Higgins

Avec Reuben Wilson
- Love Bug (Blue Note, 1969)